# Wilma Rudolph
Wilma Rudolph (Wilma Glodean Rudolph; * 23. Juni 1940 in Saint Bethlehem, Tennessee; † 12. November 1994 in Brentwood, Tennessee) war eine US-amerikanische Leichtathletin. Mit drei Goldmedaillen bei den Olympischen Sommerspielen 1960 in Rom gehörte sie zu den erfolgreichsten Teilnehmern dieser Spiele.

## Jugend
Wilma Rudolph wuchs in einer Familie mit sieben Geschwistern und elf Halbgeschwistern auf. Bald nach ihrer Geburt zog die Familie in die Nachbarstadt Clarksville. In ihrer Kindheit erlitt Wilma eine Reihe schwerer Krankheiten. Eine Kinderlähmung setzte ihr linkes Bein außer Gefecht, und erst nach jahrelanger Physiotherapie und spezifischen Massagen konnte sie wieder ohne Hilfsmittel gehen. Von elf an konnte sie endlich mit ihren Brüdern Basketball spielen. Bald erzielte sie an der High School große Erfolge in dieser Sportart. Ed Temple, Leichtathletikcoach der Tigerbelles des Tennessee State College, entdeckte sie 1955 als Schiedsrichter bei einem Basketballmatch, erkannte ihr Talent und vermittelte ihr ein Arbeitsstipendium an seiner Hochschule.

## Sportliche Karriere
Schon im Jahr darauf qualifizierte sie sich für die Olympischen Spiele 1956 in Melbourne, bei denen sie Bronze mit der 4-mal-100-Meter-Staffel gewann. Nach einer Schwangerschaftspause 1958 gehörte sie zu den weltbesten Sprinterinnen und stellte 1960 zwei Weltrekorde auf: Mit 22,9 s über 200 Meter verbesserte sie die alte Marke von Betty Cuthbert um drei Zehntelsekunden; im 100-Meter-Lauf erzielte sie 11,3 s und egalisierte damit die Zeit von Shirley Strickland de la Hunty und Wera Krepkina.
Bei den Olympischen Spielen 1960 in Rom siegte sie in allen drei Kurzstreckendisziplinen: In den Einzeldisziplinen 100 und 200 Meter siegte sie in allen Läufen mit mindestens drei Zehntelsekunden Vorsprung; die Fabelzeit von 11,0 s im 100-Meter-Finale konnte jedoch wegen zu starken Rückenwinds nicht als Weltrekord gewertet werden. In der 4-mal-100-Meter-Staffel lief sie zusammen mit Martha Hudson, Lucinda Williams und Barbara Jones im Vorlauf einen Weltrekord (44,4 s); im Finale sicherte Rudolph als Schlussläuferin das Gold vor der deutschen Staffel, die eingangs der Zielgeraden noch gleichauf lag. Durch ihre Leistungen bei den Spielen in Rom wurde Wilma Rudolph endgültig zum Star, der in der Presse als „Schwarze Gazelle“ (ital. La Gazzella Nera) und „Black Pearl“ bezeichnet wurde.
Als der Gouverneur ihres Heimatstaates Buford Ellington zur Feier ihrer Heimkehr eine Parade veranstalten wollte, stimmte Rudolph erst zu, als für diese die Rassentrennung aufgehoben wurde; die Parade und das anschließende Bankett waren die ersten Feiern in Clarksville, bei denen die Unterschiede zwischen schwarz und weiß aufgehoben wurden. Auch das trug dazu bei, sie zu einem Vorbild der US-amerikanischen Bürgerrechtsbewegung zu machen.
Am 19. August 1961 stellte sie über 100 Meter mit 11,2 s in Stuttgart einen weiteren Weltrekord auf.

## Weiterer Werdegang

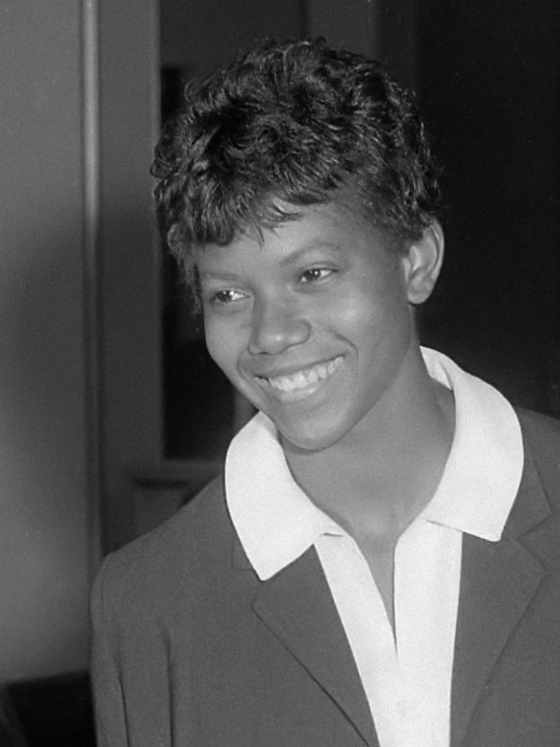
Wilma Rudolph (1960)

1961 heiratete sie William Ward; die Ehe währte jedoch nur kurz. Ihr letztes Rennen bestritt sie Anfang 1963; eine Appendektomie und eine Schwangerschaft veranlassten sie kurz danach, ihre sportliche Karriere zu beenden. Nachdem sie in diesem Jahr ihr Studium abgeschlossen hatte, wurde sie Grundschullehrerin und Basketball- und Leichtathletiktrainerin, und kurz nach der formellen Scheidung 1963 heiratete sie den Vater ihres neugeborenen Kindes, ihren Jugendfreund und Basketballspieler Robert Eldridge, von dem sie schon 1958 eine Tochter zur Welt gebracht hatte. Aus der Ehe, die 1980 geschieden wurde, gingen zwei weitere Kinder hervor.
Sie startete verschiedene Projekte, um die städtische Jugend von der Straße zum Sport zu bringen, und schrieb eine Autobiografie, die verfilmt wurde. 1981 gründete sie die Wilma Rudolph Foundation zur Unterstützung schwarzer Nachwuchsathleten. Ihr wohl prominentester Schützling war Florence Griffith-Joyner, der ebenfalls das Kunststück gelang, bei einer Austragung der Olympischen Spiele dreimal Gold zu gewinnen.
Am 12. November 1994 starb Wilma Rudolph an einem Hirntumor in Brentwood, einem Vorort Nashvilles.

## Ehrungen
1960 und 1961 wurde sie jeweils mit der Sportler des Jahres-Auszeichnung von Associated Press geehrt.
1974 wurde sie (als erste schwarze Athletin) in die National Track and Field Hall of Fame aufgenommen.
1997 rief Gouverneur Don Sundquist den 23. Juni zum Wilma Rudolph Day aus.
2000 wurde eine Gesamtschule in Berlin-Zehlendorf ihr zu Ehren in Wilma-Rudolph-Oberschule umbenannt.
2014 fand sie Aufnahme in die IAAF Hall of Fame.

## Veröffentlichungen
- mit Martin Ralbovsky: Wilma. The story of Wilma Rudolph. Signet, 1977, ISBN 0451077482
- Wilma Rudolph on track. Wanderer Books, 1980, ISBN 067195475X

## Film
- Bud Greenspan (Regie und Drehbuch): Wilma. USA 1977[16]